# Rocca San Casciano
Rocca San Casciano (romanyol nyelven La Ròca vagy Roca San Casiân) település Olaszországban, Emilia-Romagna régióban, Forlì-Cesena megyében. Lakosainak száma 1798 fő (2023. január 1.). Rocca San Casciano Dovadola, Modigliana, Portico e San Benedetto, Premilcuore, Tredozio, Galeata és Predappio községekkel határos.

## Népesség
A település lakossága az elmúlt években az alábbi módon változott:
| Lakosok száma | 1897 | 1874 | 1798 |
|               | 2017 | 2018 | 2023 |